# Pittsville (Maryland)
Pittsville è un comune degli Stati Uniti d'America, situato nello stato del Maryland, nella contea di Wicomico.